# Лихарева, Елизавета Александровна
Елизавета Александровна Лихарева (урождённая Теряева; 4 [15] декабря 1778 — 26 марта [7 апреля] 1845) — российская писательница и переводчица

.

## Биография
Об её детстве и отрочестве информации практически не сохранилось, да и прочие биографические сведения о ней весьма скудны и отрывочны; известно лишь, что Елизавета Теряева родилась 4 (15) декабря 1778 года
 в семье обер-секретаря Сената Александра Ивановича Теряева (1720—1783) и его второй жены Анны Ивановны Мякининой. 
Лихарева принадлежала к небольшому числу литераторов-переводчиц начала XIX века. Из ее переводов с французского наибольшей известностью пользовался поучительный и довольно занимательный роман «Исправленный вертопрах или великодушная любовница» (Московская университетская типография, 1801 год), который Е. А. Лихарева посвятила своей сестре  Прасковье Александровне Ушаковой (1750—1824), вдове Аврама Ивановича Ушакова (22.10.1731—20.08.1791).
Елизавета Александровна Лихарева скончалась 26 марта (7 апреля) 1845 года. Похоронена в Алексеевском монастыре в Москве.